# Liste des planètes mineures non numérotées découvertes en février 2005
Pour un article plus général, voir Liste des planètes mineures non numérotées découvertes en 2005.
Pour un article plus général, voir Liste des planètes mineures.
Cet article dresse la liste des planètes mineures (astéroïdes, centaures, objets transneptuniens et assimilés) non numérotées découvertes en février 2005 dans l'ordre de leur découverte.
Au 15 janvier 2025, 661 077 des 1 434 993 planètes mineures répertoriées par le Centre des planètes mineures ne sont pas encore numérotées, soit 46,07 %.

## Rappel concernant la désignation provisoire
La désignation provisoire indique l'ordre de découverte de ces objets. En effet, cette désignation est composée de l'année de découverte (par exemple 2005) suivie de la quinzaine (demi-mois) de découverte (p.e. A = 1-15 janvier) puis de l'ordre de découverte dans cette quinzaine. Cet ordre est indiqué par une lettre et éventuellement un chiffre comme suit : A pour la première découverte, B pour la deuxième, ..., Z pour la 25e (le I n'est pas utilisé pour éviter la confusion avec 1), A1 pour la 26e, B1 pour la 27e, etc. , Z1 pour la 50e, A2 pour la 51e, B2 pour la 52e, etc. L'ordre de la numérotation ne suit donc pas l'ordre alphanumérique. 2005 AA1 suit ainsi 2005 AZ et précède 2005 AB1.

## Liste

### Du1erau 15 février
- 2005 CK
- 2005 CM
- 2005 CN
- 2005 CV6
- 2005 CA7
- 2005 CM7
- 2005 CP7
- 2005 CQ7
- 2005 CE9
- 2005 CN13
- 2005 CN27
- 2005 CT28
- 2005 CU28
- 2005 CV29
- 2005 CS32
- 2005 CB33
- 2005 CQ33
- 2005 CR34
- 2005 CM35
- 2005 CQ35
- 2005 CC37
- 2005 CK37
- 2005 CP37
- 2005 CP38
- 2005 CU38
- 2005 CY38
- 2005 CL39
- 2005 CW39
- 2005 CN40
- 2005 CO40
- 2005 CV40
- 2005 CY40
- 2005 CE41
- 2005 CG41
- 2005 CN42
- 2005 CJ45
- 2005 CS54
- 2005 CX55
- 2005 CN61
- 2005 CU61
- 2005 CO66
- 2005 CV67
- 2005 CW67
- 2005 CZ69
- 2005 CA70
- 2005 CS70
- 2005 CL71
- 2005 CD74
- 2005 CN74
- 2005 CG75
- 2005 CF78
- 2005 CD81
- 2005 CE81
- 2005 CF81
- 2005 CK81
- 2005 CH83
- 2005 CA84
- 2005 CC84
- 2005 CF84
- 2005 CH84
- 2005 CL84
- 2005 CM84
- 2005 CO84
- 2005 CU84
- 2005 CX84
- 2005 CW85
- 2005 CY85
- 2005 CF86
- 2005 CG86
- 2005 CH86
- 2005 CL86
- 2005 CN86
- 2005 CP86
- 2005 CQ86
- 2005 CC87
- 2005 CD87
- 2005 CH87
- 2005 CN87
- 2005 CQ87
- 2005 CW87
- 2005 CY87
- 2005 CJ88
- 2005 CQ88
- 2005 CR88
- 2005 CT88
- 2005 CW88
- 2005 CY88
- 2005 CZ88
- 2005 CA89
- 2005 CF89
- 2005 CS89
- 2005 CT89
- 2005 CU89
- 2005 CV89
- 2005 CW89
- 2005 CZ89
- 2005 CA90
- 2005 CB90
- 2005 CC90
- 2005 CD90
- 2005 CE90
- 2005 CG90
- 2005 CJ90
- 2005 CK90
- 2005 CL90
- 2005 CM90

### Du 16 au 28 février
- 2005 DD
- 2005 DG
- 2005 DJ
- 2005 DO
- 2005 DK1
- 2005 DL1
- 2005 DH3
- 2005 DB4
- 2005 DD4
- 2005 DL4
- 2005 DM4
- 2005 DR4
- 2005 DT4
- 2005 DU4